# Deutsches Haus (Rehna)

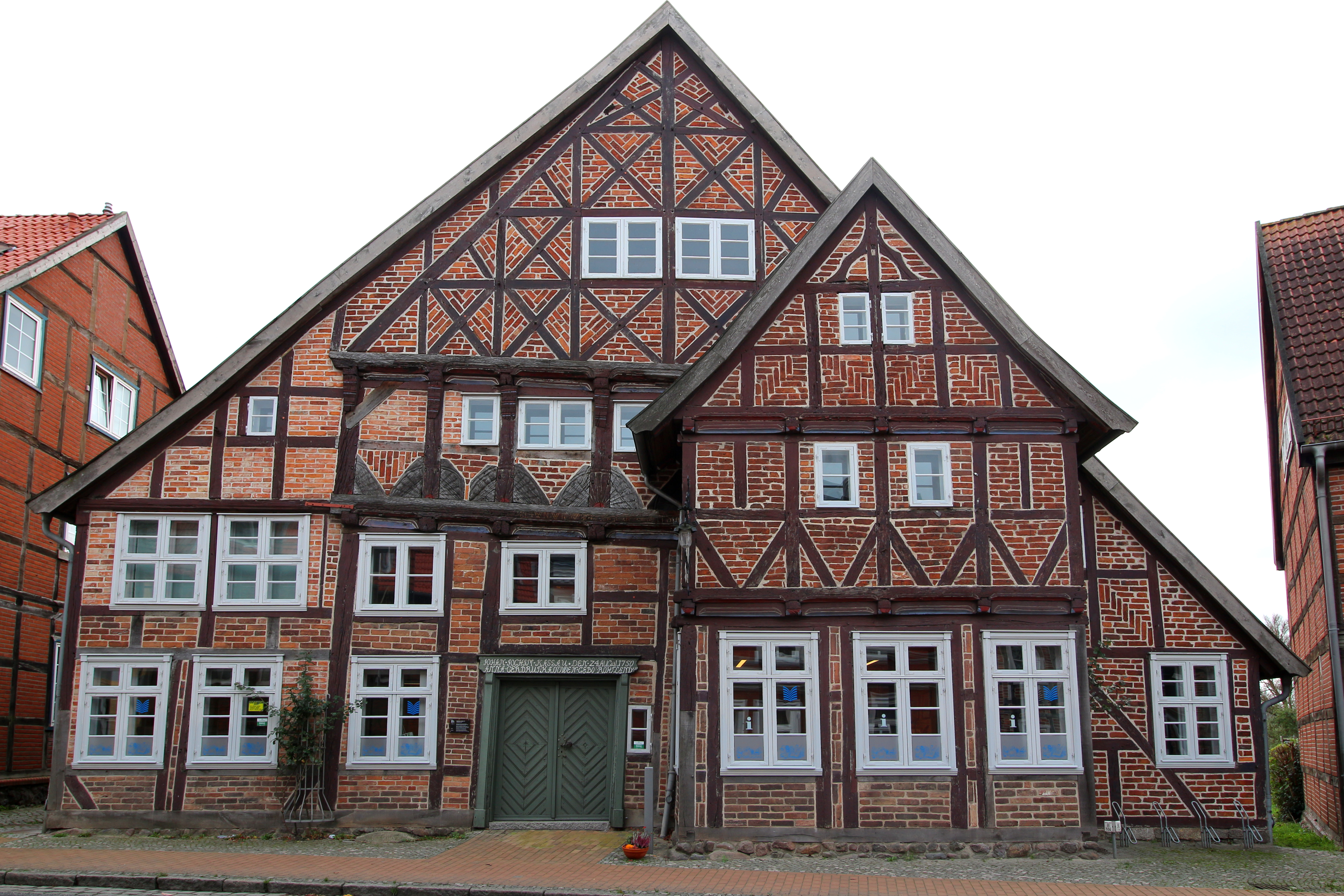
Deutsches Haus in Rehna (2014)

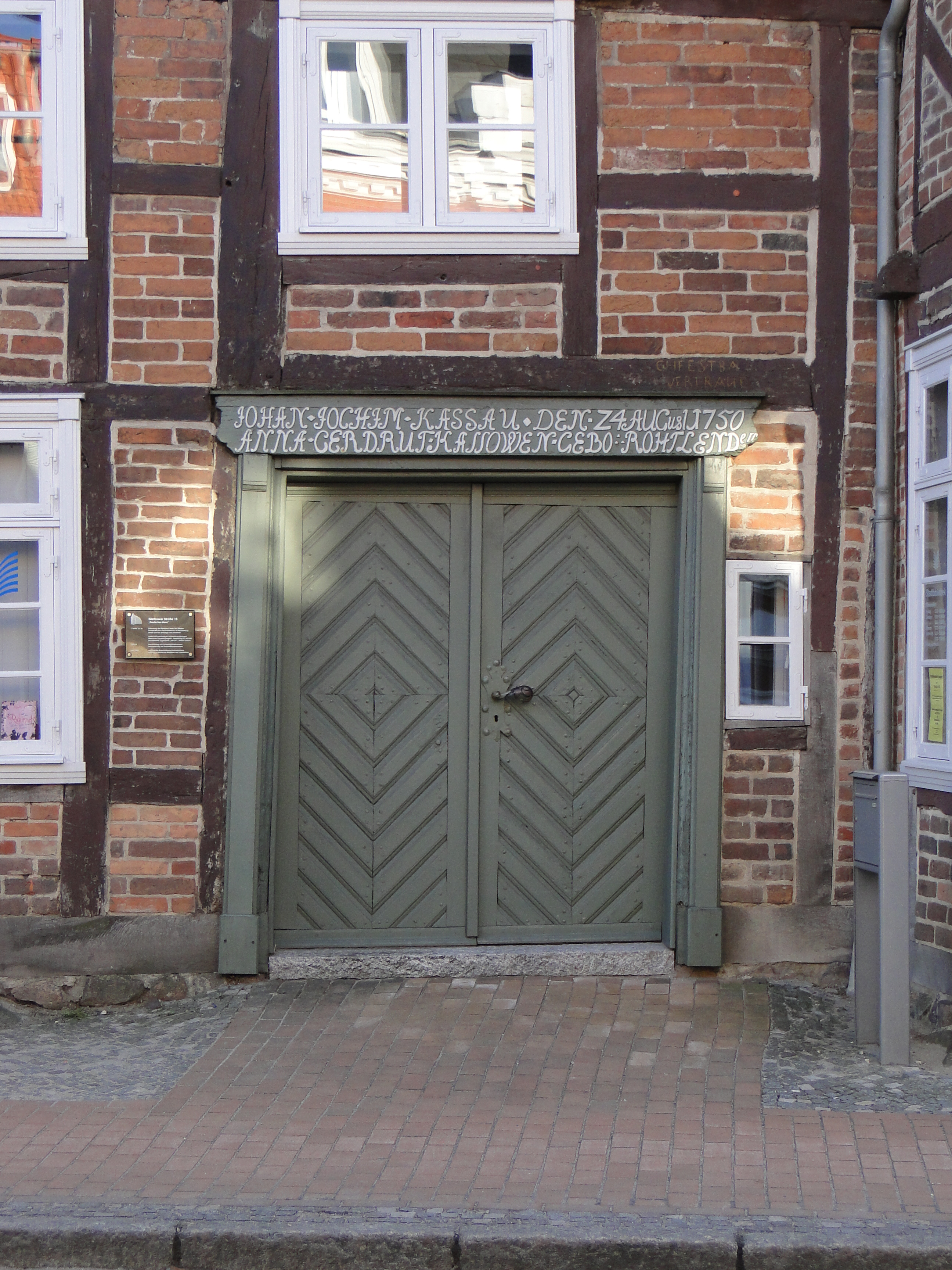
Eingangstür mit darüber befindlicher Inschrift

Das Deutsche Haus ist eines der ältesten Häuser der Klosterstadt Rehna im Landkreis Nordwestmecklenburg. Das Fachwerkgebäude befindet sich an der Bundesstraße 104 in der Gletzower Straße 15 und ist als Baudenkmal ausgewiesen.

## Baubeschreibung
Das giebelständige Fachwerkhaus stammt laut Dehio im Kern aus dem Jahr 1537. Dabei wird sich auf eine verlorene Inschrift bezogen. Laut Angaben der Stadtwebsite wurde das Fälldatum der verwendeten Eichen jedoch auf den Winter 1569/70 datiert. Ober- und Dachgeschoss zeigen als Stockwerksbauweise Vorkragungen, deren Balkenköpfe von Knaggen gestützten werden. Im Obergeschoss wurden als Zierelement Fächerrosetten verwendet. Ebenerdig ragt straßenseitig ein bei einem Umbau in der Mitte des 18. Jahrhunderts angesetzter Utlucht hervor. Innen sind die ursprüngliche hohe Diele und der Hausbaum erhalten.
Das Gebäude mit Feldsteinsockel besitzt an der Straßenseite acht Achsen, wovon drei durch den Utlucht vorgezogen sind. Deutlich zu erkennen sind die nach links um zwei und nach rechts um eine Achse vollzogenen Erweiterungen. Das Satteldach ist durch S-Pfannen gedeckt.
In einem eichenen Balken oberhalb der Haustür findet sich die Inschrift: „AVF IHM WIL ICH FEST BAVEN, ICH WIL (FEST) STAHN, WOL DEM, DER IHM VERTRAVET“, auf dem neueren Türbrett die Inschrift: „JOHAN JOCHIM KASSAU, DEN 24. AUGUST 1750. ANNA GERDRUT KASSOWEN, GEBO. ROTHLENDER“.

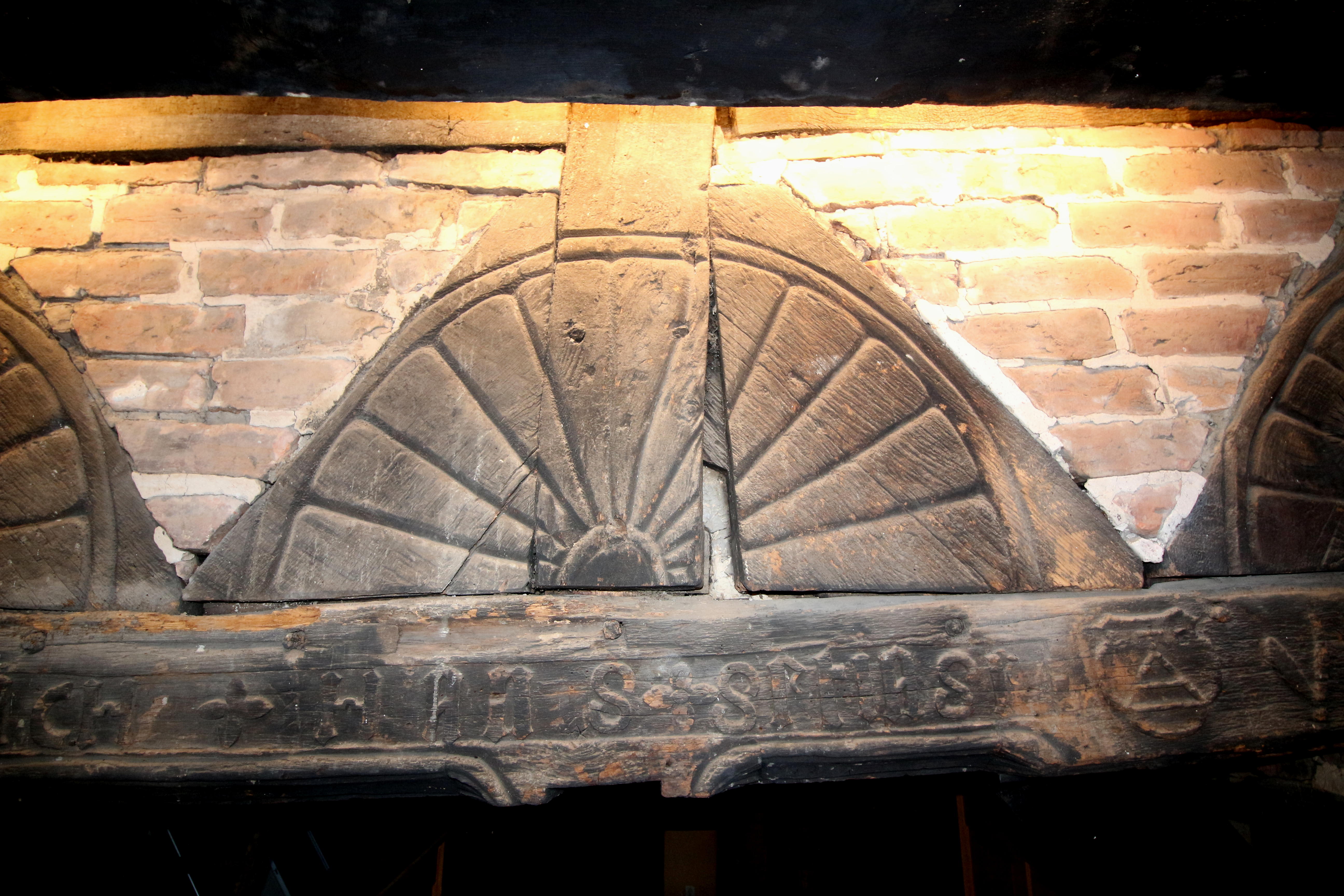
Fächerrosette aus der ersten Bauphase – sichtbar auf dem Giebelbalken der Name "Hans Sehas" und die Hausmarke

## Geschichte
Die teils durch den Utlucht verdeckte Inschrift im Giebelbalken könnte Rückschlüsse auf den Erbauer geben. Sie lautet: „IS GOD FOER VNS.) WER WIL WEDDER VNS SIN. ALLEDINGE VORGEIHT. GADES GNADE EW(IG) STEIHT. HANS. SEEHASE.“ Dahinter befindet sich eine Hausmarke mit einem kreuzgekrönten Dreieck, einem Rasiermesser und einer Schere, die sich auch auf einem 1577 aufgestellten Grabstein des Barbiers und Wundarztes Hans Seehase in der Kröpeliner Kirche wiederfindet.
Das Deutsche Haus erfuhr im 17. Jahrhundert Anbauten zu allen vier Seiten. Im 19. und 20. Jahrhundert wurde es als Schmiede sowie Ausspann mit Schankrecht genutzt und in dieser Zeit fast ausschließlich von der Familie Grevismühl bewohnt.
Auf die Unterschutzstellung als Baudenkmal im Jahr 1949 folgte 1952/53 eine Restaurierung. Nach der Wende erfolgte von 1998 bis 2003 eine geförderte Sanierung in mehreren Bauabschnitten.

## Heutige Nutzung

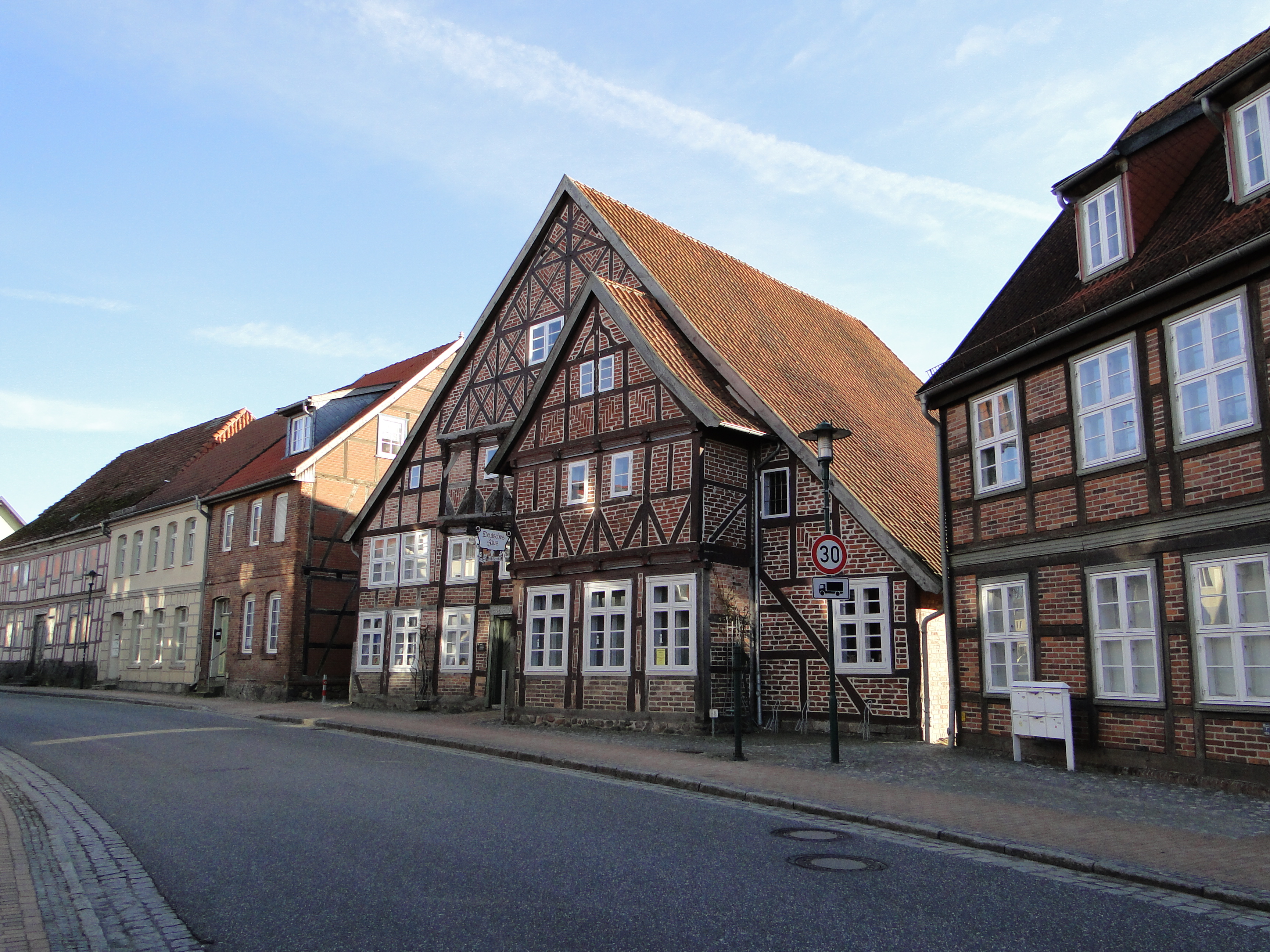
Nordwestansicht

Seit dem Jahr 2004 hat die Stadtbibliothek im Deutschen Haus ihren Sitz. Ansässig sind auch der Plattdeutsche Verein to Rehna e. V., die Kulturinitiative Maurine-Radegast e. V. und die Volkssolidarität. Einzelne Räume werden für Dauerausstellungen zur Trachtentradition und zum Schuhmacherhandwerk in Rehna und Umgebung genutzt.
Am Tag des offenen Denkmals, zum Martensmannfest sowie auf Anfrage finden Führungen statt.